# Der Staatsanwalt hat das Wort
Der Staatsanwalt hat das Wort ist eine Fernsehspiel-Reihe des Deutschen Fernsehfunks bzw. des Fernsehens der DDR, die von 1965 bis 1991 produziert wurde.

## Entstehung
Während das Krimigenre im Fernsehen der Bundesrepublik während der 1960er-Jahre sehr stark boomte, blieb es im Fernsehen der DDR eher unterrepräsentiert. Bis Anfang der 1960er-Jahre brachte der DFF (Deutscher Fernsehfunk) ausschließlich Krimireihen heraus, die Verbrechen von westlicher Seite behandelten. Nur selten siedelten sie die Ursprünge ihrer Delikte in der DDR an. Im Juli 1963 wurde die Dramaturgin Käthe Riemann gebeten, eine Sendung nach Vorbild der westdeutschen Reihe Das Fernsehgericht tagt zu konzipieren. Im Vordergrund sollten der Rechtspflegeerlass und das damit verbundene neue Strafsystem stehen. Ende des Jahres war Riemann fertig. Ihre Idee hob sich sowohl vom vorgesehenen Format als auch von gängigen Krimistandards ab. Ermittlerfiguren gab es in der Reihe nicht. Jeder Film konzentrierte sich ganz auf die Vorgeschichte eines Verbrechens oder Vergehens und leuchtete das soziale Umfeld des Täters aus, dessen Tat somit auf ihre gesellschaftliche Bedingtheit bezogen wurde. Auch die Gerichtsverhandlung wurde nicht gezeigt, sondern lediglich das Urteil kurz mitgeteilt und teilweise erläutert. 
Die erste Folge von Der Staatsanwalt hat das Wort lief am 21. Oktober 1965 unter dem Titel Seriöser Erfinder sucht Teilhaber. Der Reihe kamen aus Sicht der Verantwortlichen mehrere Funktionen zu. Auf der einen Seite wollte man Kriminalität mit künstlerischen Mitteln bekämpfen und das Rechtsbewusstsein der DDR-Bürger stärken. Auf der anderen Seite sollte auch dem Bedürfnis des Publikums nach spannender Unterhaltung entsprochen werden. Es war die erste Reihe, die sich mit Verbrechen und Vergehen von DDR-Bürgern auseinandersetzte. Nur zwei Folgen behandelten Fälle, deren Ursachen von der Bundesrepublik Deutschland ausgingen.
Der Erfolg der Sendung inspirierte den Rundfunk der DDR, ab 1973 eine analoge Hörspiel-Reihe unter dem Titel Tatbestand ins Leben zu rufen, für die insgesamt 40 Hörspiele entstanden.

## Aufbau der Folgen
Titelgebendes und besonderes Element der Reihe waren die Auftritte des Staatsanwalts Peter Przybylski. Nach kurzen, einleitenden Worten zu Beginn der Sendung folgte die Spielhandlung, an deren Ende die behandelte Tat oder die Entdeckung der Taten standen. Zum Ende der Sendungen kommentierte er die Taten und die Umstände, die zu ihr geführt hatten. Dabei nannte er auch das verkündete Urteil und wies auf moralische Faktoren aus sozialistischer Sicht hin.
Zur Einführung der neuen TV-Reihe am 21. Oktober 1965 wandte sich Peter Przybylski, Staatsanwalt beim Generalstaatsanwalt der DDR, vor der Ausstrahlung der ersten Folge Seriöser Erfinder sucht Teilhaber mit folgenden Worten an die Fernsehzuschauer:
Guten Abend, meine Damen und Herren!
Gestatten Sie mir bitte zum besseren Verständnis dieser Sendereihe einige Worte.
Wir werden Ihnen keine Krimis vorführen, vielmehr möchten wir Sie mit den Problemen von Menschen bekannt machen, die für jeden verbindliche Regeln des gesellschaftlichen Zusammenlebens verletzt haben und mit unseren Gesetzen in Konflikt geraten sind. Dazu haben wir Strafsachen ausgewählt, die in letzter Zeit vor Gerichten unserer Republik verhandelt worden sind. Natürlich mußten wir die Namen der beteiligten Personen ändern und wir waren auch zu einer Straffung der einzelnen Fälle gezwungen.
Warum kann ein Mensch der sozialistischen Gesellschaft zum Verbrecher werden? Längst hat doch das Verbrechen in unserer Republik aufgehört, etwas Gesetzmäßiges zu sein. Und längst ist auch der Kampf gegen Straftaten nicht mehr Sache des Staatsanwalts oder Richters allein. Immer mehr Menschen nehmen Anteil an der Erziehung des Rechtsbrechers: Brigaden, Hausgemeinschaften, Kollektive. Aber noch gibt es auch bei uns Egoismus, Neid, Habgier und Unehrlichkeit. Aus solchen rückständigen Denk- und Lebensgewohnheiten nährt sich das Verbrechen.
Meine Damen und Herren, unsere Sendereihe soll ein wenig dazu beitragen, die Ursachen und Bedingungen von Straftaten besser zu erkennen und schneller zu beseitigen. Denn das Verbrechen ist keines etwas, das der einzelne von seinen Vorfahren ererbt hat, ist kein individueller Sündenfall, sondern immer und überall eine gesellschaftliche Erscheinung. Daher wirft jede Straftat, wirft jedes Verbrechen nicht nur die Frage nach der Schuld des Täters, sondern auch die nach der Verantwortung der Gesellschaft auf.
In heutigen Wiederholungen werden die Auftritte des Staatsanwaltes meist herausgeschnitten und durch einfache Schrifttafeln ersetzt, die die Verurteilung des Täters erläutern. Ersatzweise sind die Originalkommentare von Peter Przybylski zu mehr als 120 Filmen inzwischen im Internet veröffentlicht.
Kritik gegen den Staat sollte nicht aufkommen. So konnte die 1979 gedrehte Folge Risiko bis zum Fall der Mauer nicht gezeigt werden. Sie entstand auf Vorschlag des Staatsanwalts und thematisierte eine Flucht aus der DDR. Auch wurde bei der Auswahl der Delikte darauf geachtet, dass der offiziellen Kriminalitätsstatistik der DDR entsprochen wurde. So wurden hauptsächlich kleinere Delikte wie Raub, Heiratsschwindel, Trunkenheit am Steuer oder Unterschlagung thematisiert. Dass Gewaltdelikte kaum zur Sprache kamen, wurde darin begründet, dass Morde am häuslichen Herd äußerst selten und nicht zu verhindern seien.
Für den Staatsanwalt konzipierte Drehbücher, die Gewaltverbrechen behandelten, wurden meist der Polizeiruf-Reihe zugeschlagen. Beim Staatsanwalt selbst gab es nur selten Todesfälle. So endete lediglich der 100. Fall Hubertusjagd (1985) mit einem Eifersuchtsmord.
Viele andere Filme der Reihe stellten soziale Problematiken dar. Dazu gehörte, wie beim „Polizeiruf“ auch, das brisante Feld des Alkoholismus.
Ein wichtiger Aspekt der Reihe war auch die Wiedereingliederung Straffälliger in die Gesellschaft. Sie wurden meist als eigentlich gutwillige Personen dargestellt, die ein neues Leben beginnen wollten, aber durch Labilität und den Einfluss anderer rückfällig wurden.

## Ende der Reihe
Als es 1989/1990 in der DDR zur politischen Wende kam, war auch die Zukunft des Deutschen Fernsehfunks ungewiss. Die beiden Krimireihen wurden bis zu dessen Schließung im Jahr 1991 weitergeführt. Dennoch gingen die zu DDR-Zeiten sehr hohen Quoten der Staatsanwalt-Reihe schnell drastisch zurück. Zuschauer bemängelten vor allem die weitere Anwesenheit des von sozialistischen Idealen geprägten Staatsanwalts. Nach der von Moderatorin Jutta Pawlowsky geführten Diskussion zur Folge Hallo Partner (18. Februar 1990) meldeten sich aber zahlreiche Zuschauer, die weiterhin den Kommentar von Peter Przybylski hören wollten, der dann erst in Robert und seine Schwestern (25. März 1990) seinen letzten Auftritt hatte.
So beschloss der zuständige DFF-Redakteur Thomas Steinke, der auch erster Fernsehspiel-Chef des Mitteldeutschen Rundfunks wurde, die Reihe abzusetzen. Realisiert wurden nur noch einige bereits vorliegende Stoffe. Die Kommentare des Staatsanwalts wurden nun durch Live-Diskussionen oder Schrifttafeln ersetzt. Die Folge Hallo Partner (1990) setzte sich erstmals mit Drogen auseinander, Küsse und Schläge aus demselben Jahr mit Gewalt an Kindern innerhalb der Familie.
Der letzte Film lief am 28. Juli 1991 und trug den passenden Titel Bis zum bitteren Ende. Hier ging es noch einmal um einen Fall von Totschlag.
Ursprünglich für die Staatsanwalt-Reihe vorgesehen und noch am 8. August 1991 im Fernsehdienst offiziell angekündigt war außerdem der Titel Lord Hansi (Arbeitstitel: Der Lord/Hans im Glück). Aufgrund der nachträglichen Entscheidung, die Reihe mit der Folge Bis zum bitteren Ende ausklingen zu lassen, wurde dieser Film dann aber – ohne den üblichen Vorspann – am 27. Oktober 1991 vom DFF als „Kriminalkomödie“ ausgestrahlt.

## Wiederholungen
Im Gegensatz zum Polizeiruf 110 überlebte der Staatsanwalt die Wende nicht. Die Reihe umfasst 140 Folgen. Außerdem sind drei Titel bekannt, die entweder keine Sendefreigabe erhielten oder separat außerhalb der Fernsehreihe bzw. nach dem Ende des DFF vom MDR ausgestrahlt wurden (siehe Ende der Episodenübersicht). Während die Polizeirufe aus der DDR äußerst oft wiederholt werden, sind Staatsanwalt-Filme nur sporadisch zu sehen. Der Kultursender 3sat startete 1999 auf seinem Krimi-Wiederholungstermin am späten Sonntagabend eine Reihe von Neuausstrahlungen, beendete diese aber nach 1 ½ Monaten, da die Nachfrage nach dem westdeutschen Klassiker Der Kommissar sich als größer erwies.
Längere Wiederholungsstaffeln gab es seitdem beim MDR. Die Sender SFB, später ORB, seit der endgültigen Fusion RBB, zeigten in Fernsehabenden jeweils drei Filme der Reihe, ansonsten sporadisch auch einzelne Folgen. Die beiden genannten Filme, die Mordfälle behandeln, wurden anlässlich von Geburtstagen auch auf dem wöchentlichen Krimitermin gezeigt, auf dem sonst nur Tatort und Polizeiruf-110-Krimis gesendet werden. Auch der MDR zeigt regelmäßig die Folgen der Serie. Ab dem 10. Juni 2013 übernahm auch erstmals der HR die Ausstrahlung – beginnend mit Folge 140 absteigend einmal wöchentlich.

## Sonstiges
1987 gab es beim Staatsanwalt ein kleines Crossover mit dem Polizeiruf: In dem Film Himmelblau oder Hans im Glück (118. Folge, Erstsendung 29. November 1987) trat Andreas Schmidt-Schaller als Leutnant Grawe auf, der zu dieser Zeit einer der Ermittler des Polizeirufs war.